# كوري ويليام لارج
كوري ويليام لارج (بالإنجليزية: Corey William Large)‏(من مواليد 18 أكتوبر 1975) هو كاتب وممثل ومنتج أفلام سينمائية كندي. 

## روابط خارجية
- كوري ويليام لارج على موقع IMDb (الإنجليزية)
- كوري ويليام لارج على موقع قاعدة بيانات الفيلم (الإنجليزية)